# Timo Gebhart
Timo Gebhart (Memmingen, 12 april 1989) is een Duits voormalig voetballer die doorgaans speelde als middenvelder. Tussen 2007 en 2022 was hij actief voor 1860 München II, 1860 München, VfB Stuttgart, 1. FC Nürnberg, Steaua Boekarest, Hansa Rostock, opnieuw 1860 München, Viktoria Berlin, opnieuw 1860 München en FC Memmingen.

## Clubcarrière
Gebhart speelde in de jeugd van 1860 München, waar hij in 2007 een aantal duels speelde in het belofteteam, voordat hij overgeplaatst werd naar het eerste elftal. Na twee jaar verkaste hij naar VfB Stuttgart, waar hij een vierjarige verbintenis ondertekende. Na een aantal succesvolle jaren daar vertrok hij in 2012 naar 1. FC Nürnberg. Bij die club werd hij veelal geplaagd door blessureleed. Na vier jaar maakte Gebhart de overstap naar Steaua Boekarest. Na een half jaar keerde de middenvelder terug naar zijn vaderland, naar Hansa Rostock, waar hij zijn handtekening zette onder een verbintenis voor de duur van één seizoen. Gebhart keerde in de zomer van 2017 terug bij 1860 München. Hier speelde hij één jaar, waarna hij een halfjaar zonder club zat. In januari 2019 werd Viktoria Berlin zijn nieuwe werkgever. Gebhart keerde in juli 2019 voor de tweede keer in zijn carrière terug bij 1860 München. Na een jaar vertrok hij weer bij 1860. Daarop tekende hij bij FC Memmingen. In de zomer van 2022 zette Gebhart op drieëndertigjarige leeftijd een punt achter zijn actieve loopbaan en hij begon een voetbalschool.